# Хонийский муниципалитет
Хонийский муниципалитет (Хонский; груз. ხონის მუნიციპალიტეტი xonis municipʼalitʼetʼi) — муниципалитет в Грузии, входящий в состав края Имеретия. Находится на западе Грузии, на территории исторических областей Имеретия и Мегрелия.  Административный центр — Хони. С 1936 по 1990 года назывался Цулукидзевский район с административным центром Цулукидзе в честь местного уроженца, грузинского революционного деятеля и литературоведа А. Г. Цулукидзе.

## История
Хонийский район был образован в 1929 году в составе Кутаисского округа, с 1930 года в прямом подчинении Грузинской ССР. 25 апреля 1936 года переименован в Цулукидзевский район. В 1951—1953 годах входил в состав Кутаисской области. 2 января 1963 года район был упразднён. 7 апреля 1964 года Самтредский район был переименован в Цулукидзевский, а 23 декабря того же года Самтредский район был отделён от Цулукидзевского. Таким образом Цулукидзевский район был восстановлен. В 1990 году он был переименован в Хонийский район.

## Население
По состоянию на 1 января 2018 года численность населения муниципалитета составила 22 234 жителя, на 1 января 2014 года — 31,2 тыс. жителей.
Согласно переписи 2002 года население района (муниципалитета) составило 31 749 чел. По оценке на 1 января 2008 года — 31,0 тыс. чел.
| Грузины | Русские | Армяне | Абхазы | Украинцы | Осетины | Азербайджанцы | Греки  |
| 99,2 %  | 0,4 %   | 0,1 %  | 0,12 % | 0,04 %   | 0,03 %  | 0,02 %        | 0,01 % |

| Грузины  | 23 504 | 99,72 %  |
| Русские  | 38     | 0,16 %   |
| Украинцы | 11     | 0,05 %   |
| Армяне   | 10     | 0,04 %   |
| Осетины  | 2      | 0,01 %   |
| Греки    | 1      | 0,00 %   |
| другие   | 4      | 0,02 %   |
| всего    | 23 570 | 100,00 % |

## Административное деление
Территория муниципалитета разделена на 12 сакребуло:
- 1 городское (kalakis) сакребуло:
- 0 поселковых (dabis) сакребуло:
- 9 общинных (temis) сакребуло:
- 2 деревенских (soplis) сакребуло:

## Список населённых пунктов
В состав муниципалитета входит 40 населённых пунктов.
- Хони (груз. ხონი)
- Ахалбедисеули (груз. ახალბედისეული)
- Ахалшени (груз. ახალშენი)
- Бангвети (груз. ბანგვეთი)
- Бесиаури (груз. ბესიაური)
- Гагма-Нога (груз. გაღმა ნოღა)
- Гамогма-Нога (груз. გამოღმა ნოღა)
- Гвазаури (груз. გვაზაური)
- Гваштиби (груз. გვაშტიბი)
- Гведи (груз. ღვედი)
- Гелавери (груз. გელავერი)
- Гочаджихаиши (груз. გოჩაჯიხაიში)
- Дедалаури (груз. დედალაური)
- Дзедзилети (груз. ძეძილეთი)
- Диди-Губи (груз. დიდი გუბი)
- Диди-Кухи (груз. დიდი კუხი)
- Зеда-Горди (груз. ზედა გორდი)
- Зеда-Кинчха (груз. ზედა კინჩხა)
- Ивандиди (груз. ივანდიდი)
- Кведа-Горди (груз. ქვედა გორდი)
- Кведа-Кинчха (груз. ქვედა კინჩხა)
- Кинчхаперди (груз. კინჩხაფერდი)
- Контуати (груз. კონტუათი)
- Кутири (груз. ქუტირი)
- Лепилие (груз. ლეფილიე)
- Матходжи (груз. მათხოჯი)
- Нахахулеви (груз. ნახახულევი)
- Орагвети (груз. ორაგვეთი)
- Патара-Губи (груз. პატარა გუბი)
- Патара-Джихаиши (груз. პატარა ჯიხაიში)
- Патара-Кухи (груз. პატარა კუხი)
- Рондиши (груз. რონდიში)
- Сацисквило (груз. საწისქვილო)
- Сацулукидзео (груз. საწულუკიძეო)
- Сухча (груз. სუხჩა)
- Удзлоури (груз. უძლოური)
- Харабаули (груз. ხარაბაული)
- Хиди (груз. ხიდი)
- Чунеши (груз. ჩუნეში)
- Шуа-Губи (груз. შუა გუბი)